# Jubilee jubilee
jubilee jubilee（ジュビリージュビリー）は、山陰地方（鳥取県・島根県）を拠点として活動していた女性アイドルグループ。2017年結成。AZTiC所属。

## 概要
鳥取・島根でライブハウス（米子 laughs・松江 canova）を運営しているAZTiCがプロデュースするアイドルグループ。
前身は2015年9月から2016年11月まで活動していたprimary（AZTiCがプロデュース、所属はOffice Wack Wack）。現メンバーのうめか、あいか、元メンバーのらんはprimaryのメンバーであった。
サウンドプロデュースは蓮尾理之（siraph）。siraphのベーシスト・山崎英明が米子市出身でかつてAZTiCのオーナー・東井規至からベースの指導を受けていたこともあり、山崎から「地元のアイドルのプロデュースをやっているライブハウスのオーナーがいるんだけど、蓮尾くんに編曲してほしいと言ってるから相談に乗ってもらえないか」と話があったという。その山崎をはじめ、IKUO（ベース、益田市出身）、刄田綴色（ドラムス、川本町出身）といった地元出身のミュージシャンを起用したり、松江 canovaをホームにしていたOfficial髭男dismの「恋の前ならえ」をカバーしている。
2021年11月23日、松江テルサにて同じくAZTiCがプロデュースするFlood Lyricsと合同で初のホールコンサート「スーパージュビリリックス」を開催。
2024年3月16日の「jubilee jubilee ONEMAN LIVE〜あいか・うめか卒業公演〜」をもってメンバー全員が卒業し、現体制終了。

## 略歴

### 2017年
- 5月25日、みく・ふうわの2人で活動開始。
- 5月28日、「IDOL PARADISE SP 2017」（高松 Swagg）にてお披露目[5][6]。
- 6月18日、みく・ふうわのTwitter個人アカウントができる。
- 11月1日、うめか・あいか加入。
- 11月4日、「Chelip presents チェリパ!」（米子 laughs）にてうめか・あいかが初お披露目[7]。
- 12月5日、1stシングル『オセロ』リリース。
- 12月25日、初の東京遠征。

### 2018年
- 1月28日、初の単独＆定期公演開始。
- 1月27日、TIF2018全国選抜LIVE『中国・四国ブロック』一次先行通過を発表。
- 2月6日、TIF2018全国選抜LIVE『中国・四国ブロック』二次先行通過を発表。
- 3月24日、2ndシングル『さくらcelebrate』リリース。
- 4月7日、TIF2018全国選抜LIVE『中国・四国ブロック』決勝ライブで惜しくも優勝を逃す。
- 6月4日、らんが研究生として加入。
- 6月17日、定期公演Vol.5（松江 canova）でらんが初ライブ[8]。
- 7月1日 - 29日、うめかが出演した鳥取県の観光PR CMが「ゲゲゲの鬼太郎」（フジテレビ）番組内で放映[9]。
- 8月11日、らんが正式メンバーに昇格[10]。
- 8月12日、定期公演 Vol.7（米子 laughs）でふうわとみくが卒業[11]。当初ふうわは7月29日がjubilee jubileeとしてのラストライブとなる予定だったが、台風の影響のため中止となっていた[12]。

### 2019年
- 3月20日、3rdシングル『バタフライエフェクト』リリース。
- 3月24日、アイドル甲子園 SPRING FESTIVAL 2019に出演。
- 11月2日、大阪で初のワンマンライブ（阿倍野ROCK TOWN）開催。
- 12月21日、Flood Lyricsとのツーマンライブ「ジュビリリックス」開始。

### 2020年
- 2月5日、4thシングル『僕の地図』リリース。
- 3月14日、楽曲のサブスクリプション配信が開始。
- 4月4日、新型コロナウイルスの感染拡大に伴い、開催予定であった生バンドライブ（米子 laughs）を無観客配信で行なう。
- 5月12日、楽曲参加した小林清美作曲のアイドル応援ソング「We are the idolen jubilee jubilee ver」発売開始[13]。
- 8月10日、5thシングル『時よとまれ』リリース。全国流通なし。
- 8月30日、あいか・うめか合同生誕祭無観客配信LIVE開催。うめかは受験のためこのライブをもって活動を一時休止。
- 11月29日、「GIRLS INFINITY vol.63」（米子 laughs）にて、約8ヶ月ぶりの有観客ライブ開催（出演はあいかのみ）
- 12月8日、第一興商のカラオケDAMに「オセロ」が入る。
- 12月23日、1stアルバム『assort』リリース。

### 2021年
- 3月14日、「GIRLS INFINITY vol.64〜うめかちゃんおかえりPARTY〜」（米子 laughs）にてうめかが活動を再開。
- 5月7日、らんの卒業を発表[14]。
- 6月21日、TIF2021全国選抜LIVE『中国・四国ブロック』一次先行通過を発表。
- 7月20日、TIF2021全国選抜LIVE『中国・四国ブロック』二次先行通過を発表。
- 8月4日、6thシングル『juvenile』リリース。
- 8月8日、TIF201全国選抜LIVE『中国・四国ブロック』決勝ライブ、予選Aブロック1位通過。決勝では惜しくも1位を逃す。
- 8月28日、「「juvenile」Release ONEMAN LIVE」（米子 laughs）開催。
- 8月31日、『assort』と『juvenile』のサブスク配信開始。
- 11月23日、「スーパージュビリリックス」（松江テルサ）開催。
- 11月24日、7thシングル『虹色ガーランド』リリース。

### 2022年
- 4月30日、愛媛県での初の単独公演「jubilee jubilee定期LIVE〜松山編〜」開催。あいかはコロナ感染による療養中のため、サポートメンバーにTen（FloodLyrics）が参加。
- 7月24日、「あなたの所に会いにいく」Tour開始（米子 laughs）。
- 8月3日、8thシングル『Electric Love』リリース。
- 9月4日、初の平日でのワンマンライブ（LIVE SQUARE 2nd LINE）開催。
- 10月8〜9日、初の沖縄遠征。
- 10月16日、「あなたの所に会いに行く」Tour Final（米子 laughs）開催。
- 11月13日、「5th Anniversary LIVE ファン投票BEST10!!!!!」（米子 laughs）開催。このライブより担当カラーが変更(うめかが黄→ベビーブルー、あいかが水色→ディープレッド)となり、ライブ中の静止画・動画撮影は原則禁止となった。

### 2023年
- 1月7日、HimeKyunFruitCan、feelNEOとの3グループ合同ツアー「現代戦国史 ”吉備、伯耆、伊予の三国決戦！” TOUR 2023」(松山SALONKITTY)を開催。2月4日に岡山、2月5日のツアーファイナルを米子で開催され、計6公演行なった。
- 5月14日、約半年ぶりとなるワンマンライブ「うめか生誕祭 ONEMAN LIVE!!」(米子 laughs)を開催。
- 8月13日、東京での初の単独公演｢miracle etape｣（新宿clubSCIENCE）を開催。
- 9月2日、2024年3月16日をもって、あいか・うめかが卒業することを発表[15]。
- 10月26日、9thシングル『Flyways』配信リリース。
- 11月11日、初の単独ツアーとなる「Flyways」ツアー（恵比寿Creato）開催。11月25日に大阪、12月2日に松山、12月10日に米子で開催。

### 2024年
- 2月14日、2ndアルバム『portamento』リリース。この日からライブのSEが「port.」に変更となった。
- 3月16日、「jubilee jubilee ONEMAN LIVE〜あいか・うめか卒業公演〜」をもってメンバー全員が卒業し、現体制終了。

## メンバー

### 元メンバー
| 名前   | 愛称       | 生年月日               | カラー         | 加入年月日    | 卒業年月日    | 備考 |
| ------ | ---------- | ---------------------- | -------------- | ------------- | ------------- | --- |
| ふうわ | わっふー   | 2004年9月19日（20歳）  | 黄緑           | 2017年5月25日 | 2018年8月12日 | オリジナルメンバー 元NMB48 7期生（黒田楓和） 2018年8月にHKT48の5期オーディションを受けるも不合格。 2018年12月18日放送の「SKE48 むすびのイチバン!」（東海テレビ）にてSKE48の9期生仮合格者の一人として紹介されているが辞退。 その後は、鳥取県内の芸能事務所に所属し活動していた。 |
| みく   | みーくー   | 2001年5月11日（23歳）  | ピンク         | 2017年5月25日 | 2018年8月12日 | オリジナルメンバー |
| らん   | らんち     | 2002年11月25日（22歳） | 紫             | 2018年6月4日  | 2021年5月7日  | 元primary 2018年6月17日研修生として初ライブ、8月11日正式メンバー昇格。 |
| うめか | うめちゃん | 2005年5月11日（19歳）  | ベビーブルー   | 2017年11月1日 | 2024年3月16日 | 元primary |
| あいか | あいかたん | 2002年3月5日（23歳）   | ディープレッド | 2017年11月1日 | 2024年3月16日 | 元primary グループリーダー。楽曲の振付も一部担当。 |

## ディスコグラフィ

### シングル
| #   | 発売日         | タイトル             | 収録曲                  | 備考                                       |
| --- | -------------- | -------------------- | ----------------------- | ------------------------------------------ |
| 1st | 2017年12月20日 | オセロ               | オセロ                  | 音源のドラムは東京事変の刄田綴色           |
| 1st | 2017年12月20日 | オセロ               | キミノコエ              |                                            |
| 2nd | 2018年3月14日  | さくらcelebrate      | さくらcelebrate         | ファン投票で1位に選ばれた楽曲 振付はあいか |
| 2nd | 2018年3月14日  | さくらcelebrate      | you say マジック        | 山陰のバンド「Sunchago」のカバー曲         |
| 2nd | 2018年3月14日  | さくらcelebrate      | 恋はクレッシェンド      |                                            |
| 3rd | 2019年3月20日  | バタフライエフェクト | バタフライエフェクト    | 振付はあいか                               |
| 3rd | 2019年3月20日  | バタフライエフェクト | ゆびきり                |                                            |
| 3rd | 2019年3月20日  | バタフライエフェクト | follow my heart         | 振付はりんりん(PinkyBlue)                  |
| 4th | 2020年2月5日   | 僕の地図             | 僕の地図                |                                            |
| 4th | 2020年2月5日   | 僕の地図             | どんな風もどんな空も    |                                            |
| 4th | 2020年2月5日   | 僕の地図             | 放課後のCANDY           |                                            |
| 5th | 2020年8月      | 時よ止まれ           | 時よ止まれ              |                                            |
| 5th | 2020年8月      | 時よ止まれ           | メロディ                | 山陰のアーティスト「門脇大樹」のカバー曲   |
| 5th | 2020年8月      | 時よ止まれ           | moving on-Original Ver- | primaryの曲。アレンジは原曲ver             |
| 6th | 2021年8月4日   | juvenile             | juvenile                | 振付はあいか                               |
| 6th | 2021年8月4日   | juvenile             | ママゴトエリア          |                                            |
| 6th | 2021年8月4日   | juvenile             | バレーコード            | コーラスは遠藤舞(元アイドリング!!!)        |
| 7th | 2021年11月24日 | 虹色ガーランド       | 虹色ガーランド          |                                            |
| 7th | 2021年11月24日 | 虹色ガーランド       | Lonely Sunday Night     |                                            |
| 7th | 2021年11月24日 | 虹色ガーランド       | メリーゴーランド        |                                            |
| 8th | 2022年8月3日   | Electric Love        | Electric Love           | 振付は藤井美音(Chelip)                     |
| 8th | 2022年8月3日   | Electric Love        | Celeste swimmer         |                                            |
| 8th | 2022年8月3日   | Electric Love        | SPOTLIGHT               |                                            |
| 9th | 2023年10月26日 | Flyways              | Flyways                 | 振付はあいか                               |
| 9th | 2023年10月26日 | Flyways              | 夢の続き                |                                            |

### アルバム
| #   | 発売日         | タイトル   | 収録曲               | 作詞                       | 作曲              | 備考                                             |
| --- | -------------- | ---------- | -------------------- | -------------------------- | ----------------- | ------------------------------------------------ |
| 1st | 2020年12月23日 | assort     | Overture             | -                          | 蓮尾理之(siraph)  | 2024年2月まで使われていたSE 初収録               |
| 1st | 2020年12月23日 | assort     | オセロ               | 門脇大樹                   | 秋山紘希(homme)   | 1stシングル収録曲                                |
| 1st | 2020年12月23日 | assort     | キミノコエ           | 粟井理菜                   | node grow         | 1stシングル収録曲                                |
| 1st | 2020年12月23日 | assort     | さくらcelebrate      | 門脇大樹                   | node grow         | 2ndシングル収録曲                                |
| 1st | 2020年12月23日 | assort     | you sayマジック      | siji(BOUZUMANS)            | siji              | 2ndシングル収録曲                                |
| 1st | 2020年12月23日 | assort     | 恋はクレッシェンド   | 粟井理菜                   | node grow         | 2ndシングル収録曲                                |
| 1st | 2020年12月23日 | assort     | バタフライエフェクト | 粟井理菜                   | 東井規至          | 3rdシングル収録曲                                |
| 1st | 2020年12月23日 | assort     | ゆびきり             | Annabel                    | 蓮尾理之          | 3rdシングル収録曲                                |
| 1st | 2020年12月23日 | assort     | follow my heart      | 粟井理菜                   | 東井規至          | 3rdシングル収録曲                                |
| 1st | 2020年12月23日 | assort     | 僕の地図             | 大木彩乃                   | 大木彩乃          | 4thシングル収録曲                                |
| 1st | 2020年12月23日 | assort     | どんな風もどんな空も | トモ子                     | トモ子            | 4thシングル収録曲                                |
| 1st | 2020年12月23日 | assort     | 放課後のCANDY        | siji                       | siji              | 4thシングル収録曲                                |
| 1st | 2020年12月23日 | assort     | 時よ止まれ           | Annabel                    | 東井規至/蓮尾理之 | 5thシングル収録曲                                |
| 1st | 2020年12月23日 | assort     | メロディ             | 門脇大樹                   | 門脇大樹          | 5thシングル収録曲                                |
| 1st | 2020年12月23日 | assort     | moving on            | 東井規至                   | 東井規至          | 5thシングル収録曲 (アレンジはjubileejubilee ver) |
| 1st | 2020年12月23日 | assort     | 恋の前ならえ         | 藤原聡 (official髭男dism)  | 藤原聡            | official髭男dismのカバー曲 初収録                |
| 2nd | 2024年2月14日  | portamento | port.                | -                          | 蓮尾理之/東井規至 | 2024年2月から使われているSE 初収録               |
| 2nd | 2024年2月14日  | portamento | juvenile             | 加賀爪タッド               | 蓮尾理之          | 6thシングル収録曲                                |
| 2nd | 2024年2月14日  | portamento | ママゴトエリア       | 秋山紘希                   | 秋山紘希          | 6thシングル収録曲                                |
| 2nd | 2024年2月14日  | portamento | バレーコード         | さやか(Yes Happy!)         | 東井規至          | 6thシングル収録曲                                |
| 2nd | 2024年2月14日  | portamento | 虹色ガーランド       | 遠藤舞 (元アイドリング!!!) | 蓮尾理之          | 7thシングル収録曲                                |
| 2nd | 2024年2月14日  | portamento | Lonely Sunday Night  | 水上恵里                   | 蓮尾理之          | 7thシングル収録曲                                |
| 2nd | 2024年2月14日  | portamento | メリーゴーランド     | 門脇大樹                   | 蓮尾理之          | 7thシングル収録曲                                |
| 2nd | 2024年2月14日  | portamento | Electric Love        | 水上恵里                   | 東井規至          | 8thシングル収録曲                                |
| 2nd | 2024年2月14日  | portamento | Celeste swimmer      | 經種慎一                   | 東井規至          | 8thシングル収録曲                                |
| 2nd | 2024年2月14日  | portamento | SPOTLIGHT            | Uff                        | 東井規至          | 8thシングル収録曲                                |
| 2nd | 2024年2月14日  | portamento | Flyways              | 水上恵里                   | 蓮尾理之          | 9thシングル収録曲                                |
| 2nd | 2024年2月14日  | portamento | 夢の続き             | 青山香澄                   | ヤミアガリ        | 9thシングル収録曲                                |
| 2nd | 2024年2月14日  | portamento | Cloudy Wonderland    | 水上恵里                   | 蓮尾理之          | 振付はあいか 初収録                              |
| 2nd | 2024年2月14日  | portamento | さよなら memento     | RINA(粟井理菜)             | 東井規至          | 振付はあいか 初収録                              |

### 未音源化曲
- うそつきうさぎ(primaryの曲。特典CD-Rとしては音源化済)

### 楽曲参加
- we are the idolen（2020年5月）

## 出演

### テレビ
- 鳥取県の観光PR CM（2018年7月1日 - 29日 フジテレビ系列）- ゲゲゲの鬼太郎番組内CMでうめかが出演
- ヤ・マサト惑星探索団（2020年1月3日 BSS山陰放送） - うめかソロ出演
- ヤッホー！（2020年2月15日 TSK山陰中央テレビ）
- なないろスパイス（2020年3月28日 テレビせとうち） - らんソロ出演
- なまラテ（2020年4月1日 BSS山陰放送）- ラジオと同時生放送
- 夏だよ おうちで のど自慢大会（2020年8月10日 山陰ケーブルビジョン）- Flood Lyricsとの合同グループでの出演
- ヤッホー！（2020年9月12日 TSK山陰中央テレビ）- 8月30日に行なわれた配信ライブの様子を紹介
- なないろスパイス（2020年12月22日 - 23日 テレビせとうち） - らんソロ出演
- オンガクお嬢（2021年2月6日 日本海テレビ）
- パルディア（2021年8月20日 中海テレビ放送）- サイクリングの模様を放送[17]
- パルディア（2021年10月29日 中海テレビ放送）
- SOUP（2022年4月9日 - 、TSK山陰中央テレビ） - あいかがリポーターとして不定期出演
- MUSIC LIVE RINGS（2022年10月5日、日本海ケーブルネットワーク）
- テレポート山陰（2023年10月25日 BSS山陰放送）
- SOUP（2023年12月2日 、TSK山陰中央テレビ） - Flywaysツアーの告知

### ラジオ
- ガッツdaレディオ！（2018年8月1日、FM山陰）
- MUSIC HOLIC（2022年4月1日、東京府中FM）
- SAN-IN MUSIC FILE（2022年8月10日、FM山陰）
- homme #耳の肴（2024年2月20日・27日、FM山陰）
- 高田リオンのGO!EVENING!（2024年2月22日、FM山陰）

### 新聞
- ライブやトーク熱気 鳥取で地元アイドルらイベント（2020年1月14日、日本海新聞）
- 山陰アイドル 初ホール公演 来月23日 松江テルサ（2021年10月4日、山陰中央新報）

### WEB
- 南波一海×小林清美の音楽の奏（2020年9月12日、ツイキャス） - あいかとスタッフの藤原冬子が出演
- ネゴシックスとゆーきのちょっと季節外れの海の家（2021年9月18日、Youtube）- あいかソロ出演
- CDJournalニュース（2024年1月19日、CDJournal）[18]

### 書籍
- CDジャーナル 2018年4月号 新譜視聴記 1stシングルオセロ掲載[19]
- 広報よなご 2021年9月号 表紙モデル[20]